# Canirallus
Canirallus é um género de ave da família Rallidae.
Este género contém as seguintes espécies:
- Canirallus kioloides
- Canirallus beankaensis (antes incluida na C. kioloides)[1]
- Canirallus oculeus